# Marusino
Marusino (lit. Marusina) − wieś na Litwie, w rejonie solecznickim, 8 km na wschód od Solecznik, zamieszkana przez 6 ludzi. Przed II wojną światową w Polsce, w powiecie wileńsko-trockim województwa wileńskiego.